# NGC 3492/2
NGC 3492/2 је елиптична галаксија у сазвежђу Лав која се налази на NGC листи објеката дубоког неба.
Деклинација објекта је + 10° 30' 16" а ректасцензија 11h 0m 56,8s. Привидна величина (магнитуда) објекта NGC 3492 износи 15,0 а фотографска магнитуда 16,0. NGC 34922 је још познат и под ознакама UGC 6094, MCG 2-28-45, CGCG 66-93, 8ZW 116, DRCG 22-41, PGC 83429.